# Giovanni da Volpino
Giovanni da Volpino ou Johannes de Volpino (né à Costa Volpino, dans l'actuelle province de Bergame, en Lombardie) est  un peintre italien  qui fut actif en Val Camonica au XVe siècle.

## Biographie
On ne sait pas grand-chose de lui ni de sa formation qui a défini sa technique de peinture.
On lui attribue de nombreuses  fresques dont celles de Sellero, Branico et Pezzo.

## Œuvres
Fresques
- Chiesa di San Desiderio, Sellero[1].
- Chiesa dei Santi Bartolomeo e Gottardo, frazione Branico, Costa Volpino[2].
- Chiesa di Sant'Apollonio, frazione Pezzo, Ponte di Legno[3].

## Sources
- (it) Cet article est partiellement ou en totalité issu de l’article de Wikipédia en italien intitulé « Giovanni da Volpino » (voir la liste des auteurs).